# Seyyed Mohammad Ali Oraizi
 (mai 2011).
Seyyed Mohammad Ali Oraizi est un philologue, théologien iranien, spécialiste de l’étude comparée des littératures persanes et arabes, né à Ispahan en Iran vers 1882 et mort en 1954.

## Origine
Le nom Oraizi s'écrit également sous les formes suivantes : Oreizi, Oraizi, Oreyzi, Oreizy, Orayzi, Oraizy, etc. (en persan عریضی).
La parenté de la famille d’Oraizi remonte à Ali Ibn Djafar Oraiz ou Oreiz, le cadet de l'imam Ja'far al-Sâdiq (sixième imam du chiisme). Généalogiquement parlant, cette famille est donc descendante du Prophète Mahomet. Le village d’Oraiz près de Médine porte son nom. Ali Ibn Djafar y vivait. Ce village est devenu une partie intégrante de la ville. Ses descendants sont des savants, souvent médecins, rois ou hommes d'affaires. Quatre d'entre eux furent rois, comme Chah Shahab-é din et son fils Chah Shodja-é din régnant sur une partie du territoire iranien.

## Biographie
Seyyed Mohammad Ali Oraizi est le fils de Seyyed Mohammad Hassan Oreizi et le petit-fils de Rahim Hosseini Oreizi. Sa mère était l’arrière-arrière-petite-fille du médecin Seyyed Ismaïl Tabib [le médecin personnel du roi dans la cour des Séfévides (dynastie perse de 1502-1736)], et l'arrière-petite-fille de Seyyed Mohammad Hakim Bashi [le médecin de l’héritier des Qadjars (dynastie perse 1796-1925)]  mort en 1885. Son père Seyyed Mohammad Hassan Oreizi était un homme d’affaires spécialiste dans les produits indiens, et également un grand voyageur, son grand-père était médecin. Seyyed Mohammad Ali Oreizi se maria avec Nazanin Beigom (de l’ancienne famille Klishadi, Taidi et Adineh). Ils ont eu deux enfants, une fille et un fils : Batool Bassiri, et Hossein Oreizi, sociologue et historien et l’un des fondateurs de la faculté des lettres et des sciences sociales de l’université d’Ispahan.

## Actions politiques
Sur le plan politique, il participa à la révolution constitutionnelle persane de 1906 et soutenait le gouvernement de Mossadegh durant la nationalisation du pétrole 1949-1953, et a milité pour son parti politique, le Front national, jusqu’à sa mort.

## Carrière
Seyyed Mohammad Ali Oreizi a fait ses études en théologie et en jurisprudence, puis en littératures arabe, française et anglaise. Il connaissait bien l'histoire et la civilisation française et parlait parfaitement français et anglais sans cependant n'avoir jamais visité ni la France ni la Grande-Bretagne.
Il était disciple de Hadj Seyyed Ali Zandjirforoosh, un des grands savants de Tajwid en Iran. Après la mort de son maître, il lui succéda et assura les cours à l'école Tal-é Asheghan. Il enseignait la théologie, la philosophie, les littératures persane, arabe, française et anglaise . Il a également reçu l'autorisation d'Ijtihad et connaissait le Coran par cœur. Mais il n’a jamais exercé le Ijtihad. Il s’est enfermé chez lui pendant deux ans, pour rédiger ses livres.
Il est connu pour ses exégèses sur le Coran et ses commentaires sur les divans de Nizami (poète persan). Nizami est très difficile d'accès, étant donné qu’il maîtrisait les sciences de son époque : de la médecine à l'astronomie en passant par la chimie, la physique, l’histoire, la mythologie persane, la mythologie arabe, et la mythologie grecque, etc., et les utilisait dans un langage très complexe. Par conséquent, comprendre Nizami, implique de maîtriser avant tout les sciences de son époque (XIIe et XIIIe siècles). Érudit, Seyyed Mohammad Ali Oreizi pouvait facilement interpréter les œuvres de Nizami. Il lisait également l’écriture  Kufi. Il était également calligraphe. Musicien, son instrument était le tar.
Il est enterré à Tékieh Malek au cimetière historique d’Ispahan Takht-e Foulad. Seyyed Ali Badizadeh, le poète persan lui a consacré une poésie dont une partie est gravée sur son épitaphe.
Lors de ses obsèques, plusieurs milliers de personnes étaient présents. Ils accompagnaient son cercueil dans les rues jusqu'au cimetière.
Seyyed Moslehedin Mahdavi, historien et homme de lettres, lui a consacré un chapitre dans son livre intitulé, Tazkerat al-Ghobbor, ou les Scientifiques d’Ispahan, Esfahan, Saghafi, 1969.

## Liste des ouvrages
- Exégèse du Coran[réf. nécessaire].
- Sur le Tajwid[réf. nécessaire].
- De Havashi[réf. nécessaire].
- Essai sur Nizami de Gandja[réf. nécessaire].